# Mazzocchio

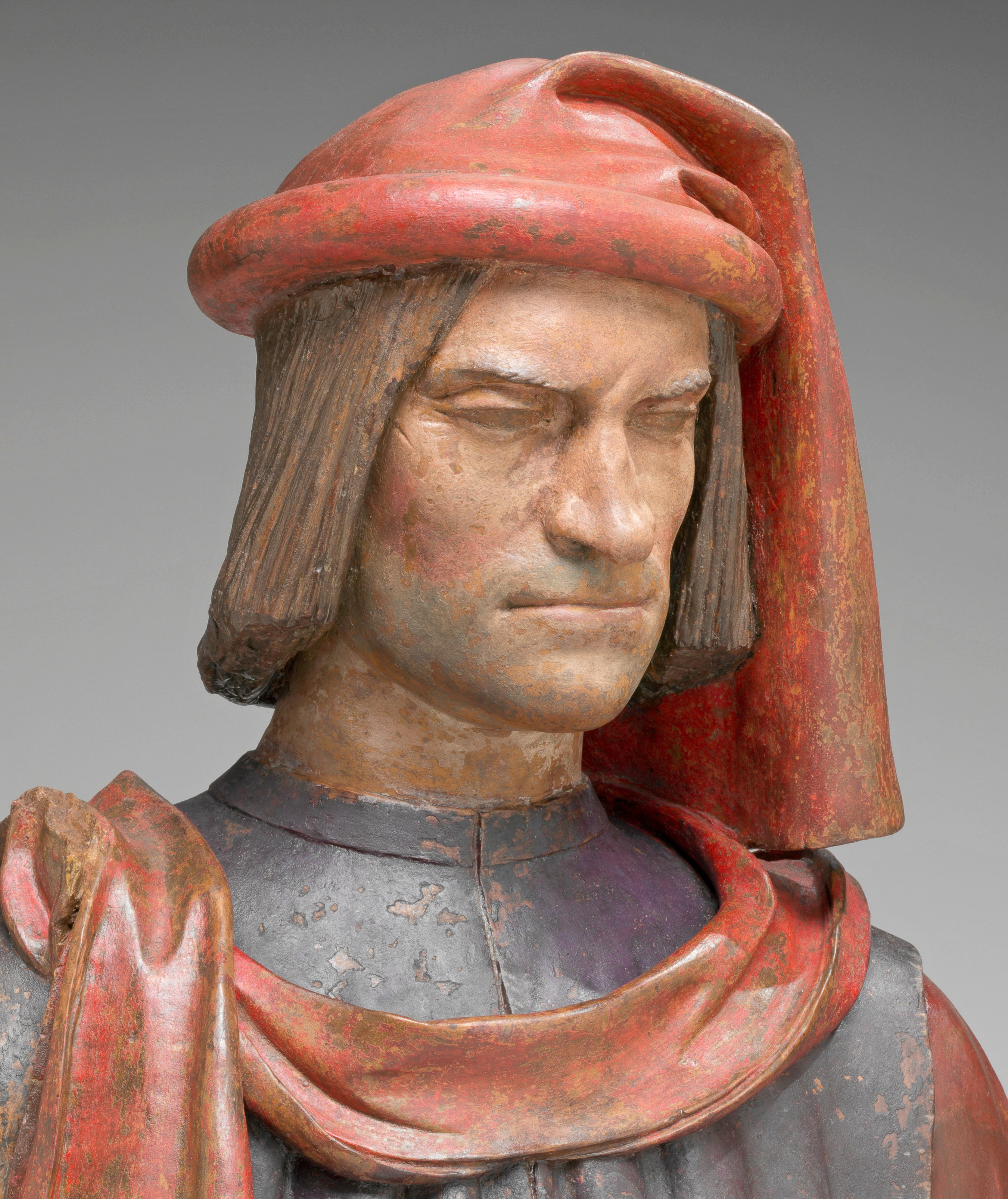
Lorenzo il Magnifico con un mazzocchio - Andrea del Verrocchio (1480).

Il mazzocchio (in francese medio bourrelet), anche detto "cappuccio a foggia", era una copricapo  in uso in Europa occidentale durante il Rinascimento, costituito da un cerchio di borra ricoperto di panno da cui partivano il becchetto e la foggia vera e propria.

Viene spesso erroneamente confuso con il capperone con il quale sviluppò alcune forme ibride.